# Ужгородский замок
У́жгородский за́мок  (укр. Ужгородський замок) — историческое сердце города Ужгород в Закарпатье. Замок был возведён в Средние века магнатами Другетами, затем неоднократно перестраивался, ныне открыт в качестве  краеведческого музея. Крепость расположена в сердце города Ужгород на холме вулканического происхождения в очень удобном месте: на стыке гор и низменности.

## Ранняя история
Автор Gesta Hungarorum приводит баснословие о том, что в древности Ужгородский замок с округой принадлежали князю Лаборцу. Нестор Летописец пишет под 898 годом: «Пришедше от востока угры и устремяшеся через горы великыя, иже прозвашася горы Угорьскыя, и почаша воевати на живущая ту». В конце X — в начале XI века в Ужгороде строится каменный замок как административный центр комитата Унг. И в 1086 году во время набега половецкой орды хана Кутеска Ужгородский замок кочевники взять не смогли.

## Эпоха Другетов

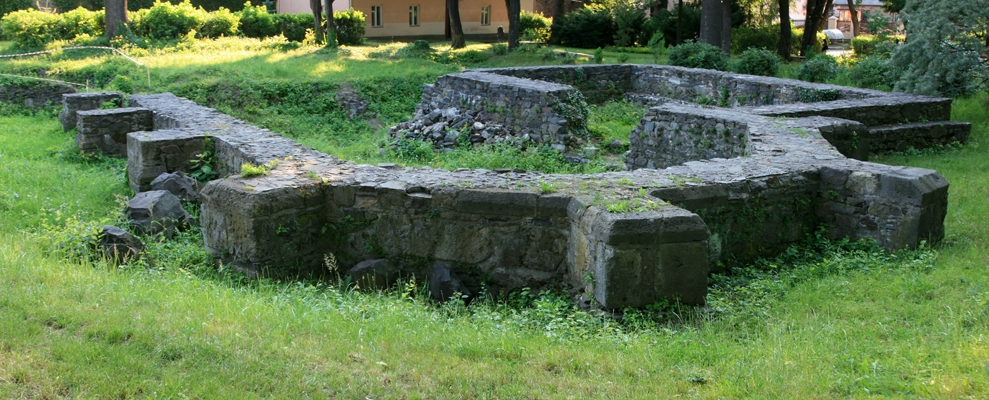
Фундаменты замковой церкви

В 1312 году, после того, как итальянские братья Другеты помогли королю Карлу Роберту из новой Анжуйской династии подавить восстание наджупана Петра Петени, Карл Роберт подарил братьям Ужгородский замок и земли.
В Ужгородском замке по проекту итальянских инженеров была проведена реконструкция — были выстроены новые стены, на углах сооружены ромбовидные бастионы, высота которых достигает 10-15 м. В плане замок был неправильным четырёхугольником — это обусловлено рельефом Замковой горы. С трёх сторон замок окружает ров глубиной в 8−10 метров, через который был перекинут подъёмный мост. Толщина внешней крепостной стены 2,5-3м .
Дворец-цитадель, размещённый напротив главных ворот, на краю обрывистого склона, представляет собой суровую двухэтажную постройку прямоугольной формы с квадратными башнями на углах. На верхнем этаже башен, толщина стен которых достигает 2,5-3 м, также расположены бойницы. В фортификационной системе замка дворец — он же цитадель, занимал доминирующее положение. В случае прорыва врага во двор защитники могли продолжать оборону из дворца, у которого была хорошо продуманная система обороны — с трёх сторон дворец окружён рвом, через который в восточной части был перекинут подъёмный мост. Северная сторона дворца построена над обрывом. Внутри дворца находится небольшой двор с аркадами.

## Потеря оборонительного значения

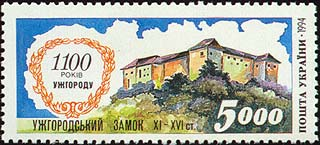
Ужгородский замок на почтовой марке Украины, 1995 год

Ужгородский замок после его укрепления никогда не был взят штурмом. В последний раз его защищал австрийский гарнизон в 1703—1704 во время восстания под предводительством Ференца II Ракоци. Соратник последнего и владелец замка Миклош Берчени принимал в нём послов Франции, России и Польши в период антигабсбургского восстания. После прекращения восстания гарнизон куруцев сложил оружие.
После разделов Польши и установления восточных границ Австрии далеко восточнее, замок потерял значение и был передан императрицей Мукачевской грекокатолической епархии, которая устроила здесь свою семинарию.
В послевоенное время в замке разместился Закарпатский краеведческий музей.

## Ужгородский замок в искусстве
Стены и въездной мост Ужгородского замка можно увидеть в художественном фильме "Акция".

## Галерея

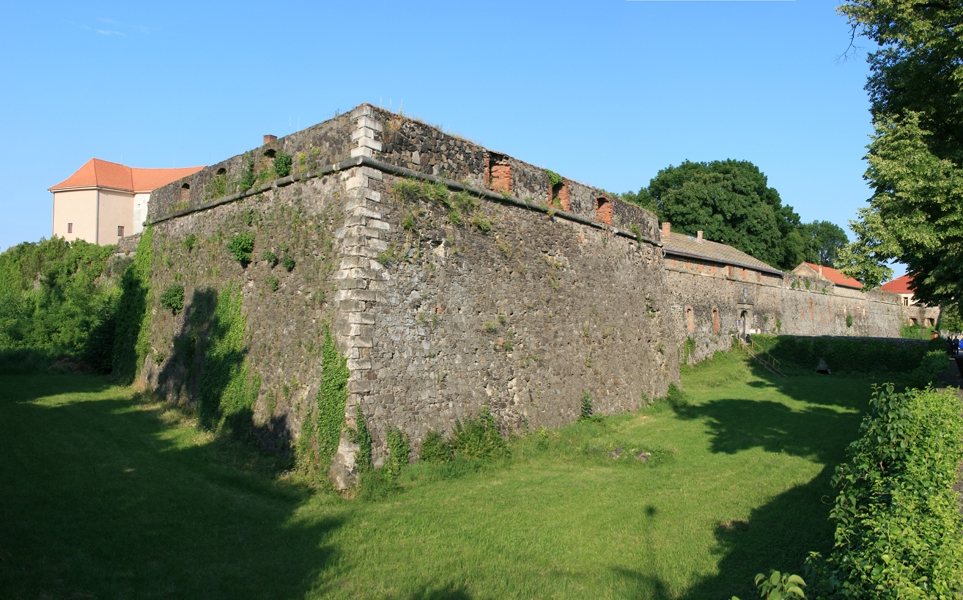
Укрепления замка со стороны улицы Капитульной
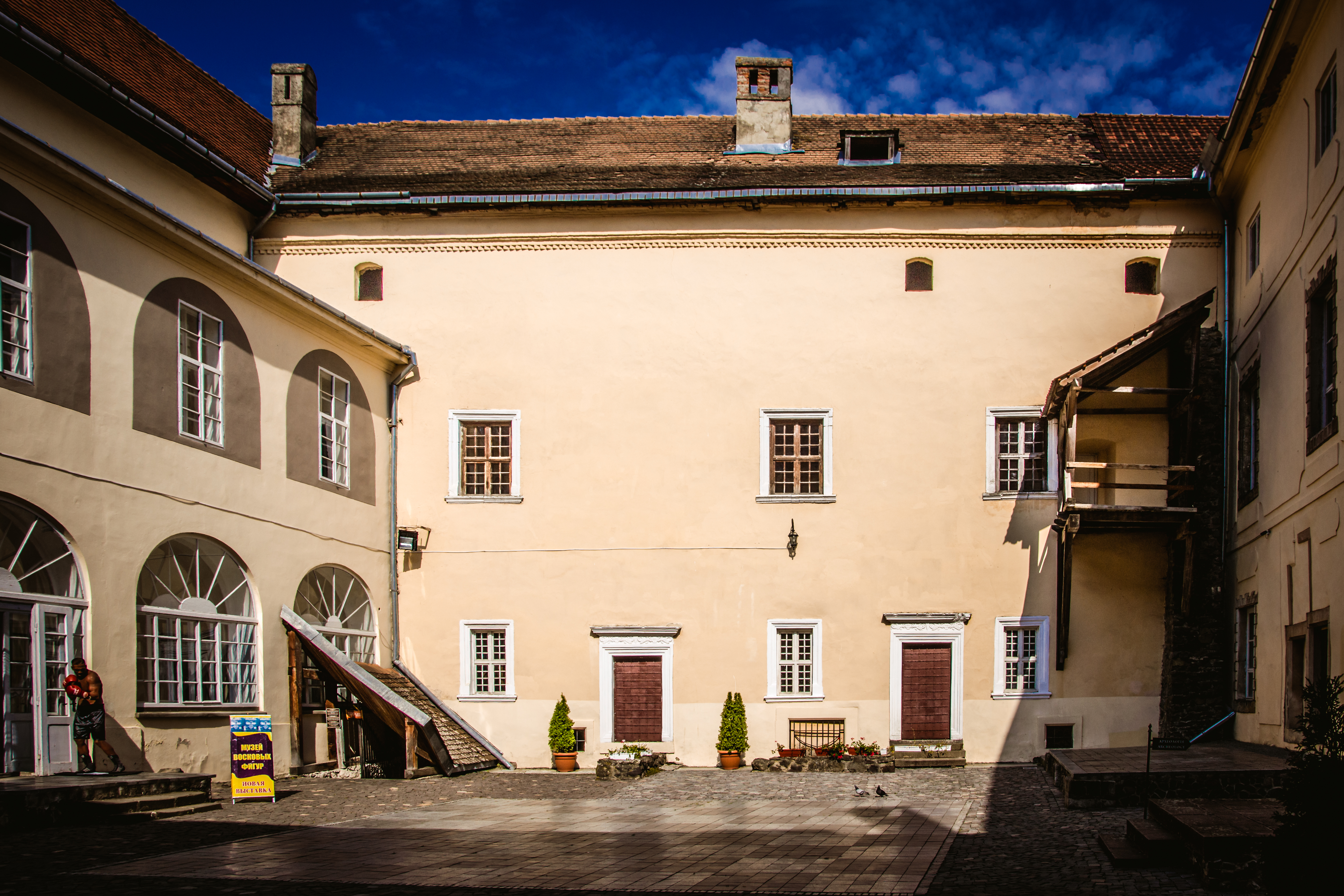
Двор замка
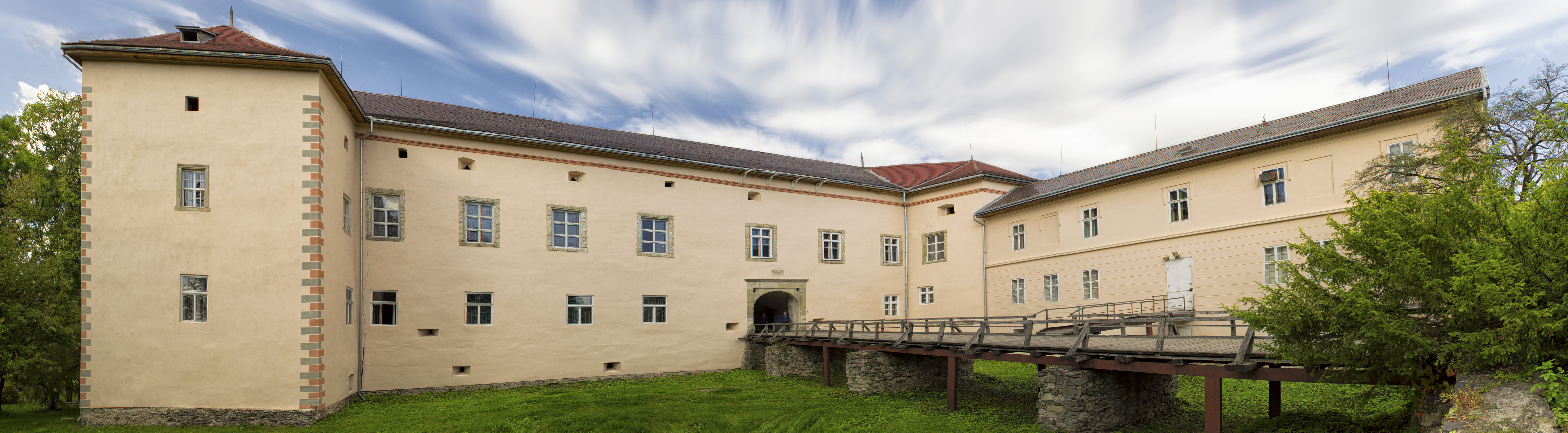
Покои хозяев Ужгородского замка
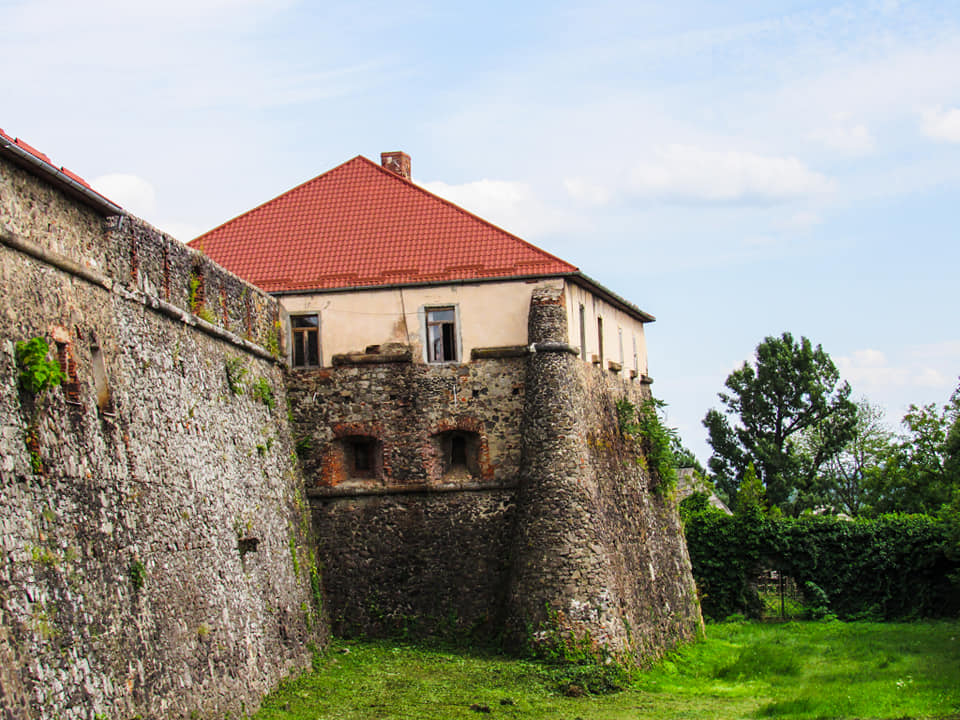
Бастион